# Инверсо Пинаска
Инверсо Пинаска (итал. Inverso Pinasca) је насеље у Италији у округу Торино, региону Пијемонт.
Према процени из 2011. у насељу је живело 743 становника. Насеље се налази на надморској висини од 548 м.

## Становништво
| 1936. | 1951. | 1961. | 1971. | 1981. | 1991. | 2001. | 2011. |
| ----- | ----- | ----- | ----- | ----- | ----- | ----- | ----- |
| 717   | 777   | 654   | 637   | 660   | 655   | 659   | 741   |